# 113 (liczba)
113 (sto trzynaście) – liczba naturalna następująca po 112 i poprzedzająca 114.

## W matematyce
- 113 jest trzydziestą liczbą pierwszą, następującą po 109 i poprzedzającą 127[1]
- 113 jest liczbą pierwszą Sophie Germain[2]
- 113 jest liczbą bezkwadratową[3]
- 113 jest najmniejszą trzycyfrową liczbą pierwszą, która po dowolnym przestawieniu cyfr jest również liczbą pierwszą (pierwsze liczby mające tę własność to 11, 13, 17, 37, 79, 199, 337 i liczby będące przestawieniem ich cyfr)
- 113 jest palindromem liczbowym, czyli może być czytana w obu kierunkach, w pozycyjnym systemie liczbowym o bazie 8 (161)
- 113 należy do dwóch trójek pitagorejskich (15, 112, 113), (113, 6384, 6385).

## W nauce
- liczba atomowa nihonu (Nh)
- galaktyka NGC 113
- planetoida (113) Amalthea
- kometa krótkookresowa 113P/Spitaler

## W kalendarzu
113. dniem w roku jest 23 kwietnia (w latach przestępnych jest to 22 kwietnia). Zobacz też co wydarzyło się w roku 113, oraz w roku 113 p.n.e.